# Bemposta (Mogadouro)
Bemposta es una freguesia portuguesa del municipio de Mogadouro, con 37,07 km² de superficie y 712 habitantes (2001). Su densidad de población es de 19,2 hab/km².

## Características
Se sitúa en el denominado planalto mirandés, altiplano situado en torno a 800 m s. n. m. que es continuación del batolito granítico sayagués. La freguesia de Bemposta está formada por los núcleos de Bemposta, Lamoso y Cardal do Douro. El río Duero hace de frontera natural con España; existe un paso fronterizo que comunica Bemposta con la localidad zamorana de Fermoselle a través de la presa de Bemposta. Su economía se basa en la agricultura, fundamentalmente vino y aceite, productos que gozan de cierto reconocimiento en Portugal. Su patrona es Nuestra Señora de los Placeres y su fiesta se celebra el segundo domingo de agosto.